# Exerodonta melanomma
Exerodonta melanomma är en groddjursart som först beskrevs av Taylor 1940.  Exerodonta melanomma ingår i släktet Exerodonta och familjen lövgrodor. IUCN kategoriserar arten globalt som sårbar. Inga underarter finns listade i Catalogue of Life.